# Peregrinatio in Terram Sanctam
Peregrinatio in Terram Sanctam – pamiętnik z pielgrzymki do Ziemi Świętej autorstwa Bernharda von Breidenbacha wydany w Moguncji w 1486.
Książka została napisana w języku łacińskim i opisuje podróż odbytą przez autora (bogatego członka kapituły mogunckiej) pomiędzy kwietniem 1483 a styczniem 1484. Trasa pielgrzymki prowadziła przez Wenecję, Poreč (Parenzo), Korfu, Metoni (Modon), Kretę, Rodos, Cypr, do Jerozolimy (powrót przez Egipt). Notatki bieżące czynił von Breidenbach po drodze. Towarzyszył mu niderlandzki ilustrator Erhard Reuwich, który wykonywał szkice miejsc i ludzi odbite potem w formie drzeworytów. Do najcenniejszych ilustracji należy siedem panoram miast, np. Korfu, Rodos, czy Jerozolimy (ten ostatni ma 127 cm długości i jest odbity trzema klockami i stanowi mapę Ziemi Świętej od Damaszku i Trypolisu po Kair i Morze Czerwone). Widok Wenecji ma aż 162 cm długości. Oprócz panoram i wizerunków miast księgę zdobią sceny rodzajowe, wyobrażenia zwierząt, a także tablice z lokalnymi alfabetami.
Dzieło cieszyło się popularnością u współczesnych i było wielokrotnie wznawiane. Uzyskało dwanaście wydań w pomiędzy 1486, a 1522 w kilku językach europejskich.